# Madrid Open 2009
Il Madrid Open 2009, ufficialmente Mutua Madrileña Madrid Open 2009 per motivi di sponsorizzazione, è un torneo di tennis che si è giocato sulla terra rossa. È stata l'ottava edizione a livello ATP e la prima a livello WTA del Madrid Open. Ha fatto parte dell'ATP World Tour Masters 1000 nell'ambito dell'ATP World Tour 2009 e del Premier nell'ambito del WTA Tour 2009. Entrambe le competizioni sia maschili che femminili si sono giocate nell'impianto della Caja Mágica a Madrid, Spagna dal 9 al 17 maggio 2009.

## Partecipanti ATP

### Teste di serie
| Giocatore             | Nazionalità | Ranking* | Testa di serie |
| --------------------- | ----------- | -------- | -------------- |
| Rafael Nadal          | Spagna      | 1        | 1              |
| Roger Federer         | Svizzera    | 2        | 2              |
| Novak Đoković         | Serbia      | 3        | 3              |
| Andy Murray           | Regno Unito | 4        | 4              |
| Juan Martín del Potro | Argentina   | 5        | 5              |
| Andy Roddick          | Stati Uniti | 6        | 6              |
| Fernando Verdasco     | Spagna      | 7        | 7              |
| Gilles Simon          | Francia     | 8        | 8              |
| Jo-Wilfried Tsonga    | Francia     | 9        | 9              |
| Nikolaj Davydenko     | Russia      | 11       | 10             |
| Stan Wawrinka         | Svizzera    | 13       | 11             |
| David Ferrer          | Spagna      | 14       | 12             |
| Marin Čilić           | Croazia     | 15       | 13             |
| James Blake           | Stati Uniti | 16       | 14             |
| Radek Štěpánek        | Rep. Ceca   | 17       | 15             |
| Tommy Robredo         | Spagna      | 18       | 16             |

* Teste di serie basate sul ranking al 4 maggio 2009

### Altri partecipanti
Giocatori che hanno ricevuto una wild card per entrare nel tabellone principale:
- Juan Mónaco
- Juan Carlos Ferrero
- Óscar Hernández
- Ivan Ljubičić

Questi atleti sono passati dalle qualificazioni:

- Tejmuraz Gabašvili
- Juan Ignacio Chela
- Tommy Haas
- Marco Crugnola
- Guillermo Cañas
- Eduardo Schwank
- Fabio Fognini

## Partecipanti WTA

### Teste di serie
| Giocatrice              | Nazionalità | Ranking* | Testa di serie |
| ----------------------- | ----------- | -------- | -------------- |
| Dinara Safina           | Russia      | 1        | 1              |
| Serena Williams         | Stati Uniti | 2        | 2              |
| Elena Dement'eva        | Russia      | 3        | 3              |
| Jelena Janković         | Serbia      | 4        | 4              |
| Venus Williams          | Stati Uniti | 5        | 5              |
| Svetlana Kuznecova      | Russia      | 8        | 6              |
| Viktoryja Azaranka      | Bielorussia | 9        | 7              |
| Nadia Petrova           | Russia      | 10       | 8              |
| Caroline Wozniacki      | Danimarca   | 11       | 9              |
| Agnieszka Radwańska     | Polonia     | 12       | 10             |
| Marion Bartoli          | Francia     | 13       | 11             |
| Flavia Pennetta         | Italia      | 14       | 12             |
| Alizé Cornet            | Francia     | 15       | 13             |
| Anabel Medina Garrigues | Spagna      | 16       | 14             |
| Jie Zheng               | Cina        | 17       | 15             |
| Kaia Kanepi             | Estonia     | 19       | 16             |

- Teste di serie basate sul ranking al 4 maggio 2009

### Altri partecipanti
Giocatori che hanno ricevuto una wild card per entrare nel tabellone principale::
- Virginia Ruano Pascual
- Nuria Llagostera Vives
- Lourdes Domínguez Lino
- Sílvia Soler Espinosa

Questi atleti sono passati dalle qualificazioni:

- Roberta Vinci
- Elena Vesnina
- Mariana Duque Mariño
- Aravane Rezaï
- Varvara Lepchenko
- Akgul Amanmuradova
- Vera Duševina
- Anna-Lena Grönefeld

## Campioni

### Singolare maschile
Roger Federer ha battuto in finale  Rafael Nadal con il punteggio di 6–4, 6–4.

### Singolare femminile
Dinara Safina ha battuto in finale  Caroline Wozniacki con il punteggio di 6–2, 6–4.

### Doppio maschile
Daniel Nestor /  Nenad Zimonjić hanno battuto in finale  Simon Aspelin /  Wesley Moodie con il punteggio di 6–4, 6–4.

### Doppio femminile
Cara Black /  Liezel Huber hanno battuto in finale  Květa Peschke /  Lisa Raymond con il punteggio di 4–6, 6–3, 10–6.